# 2022년 동계 올림픽 에스토니아 선수단
2022년 동계 올림픽 에스토니아 선수단은 2022년 2월 4일부터 20일까지 중화인민공화국 베이징에서 열린 2022년 동계 올림픽에 참가한 올림픽 에스토니아 선수단이다.

## 메달 집계
| 종목 | 1 | 2 | 3 | 합계 |
| 종목 | ' | ' | ' | '    |
| 종목 | ' | ' | ' | '    |
| 종목 | ' | ' | ' | '    |
| 합계 | ' | ' | ' | '    |

## 종목별 성적

### 노르딕복합
- 크리스티안 일베스

### 바이애슬론
남자
- 라이도 랭켈
- 레네 사흐크나
- 크리스토 시메르
- 칼레브 에르미츠

여자
- 레기나 오야
- 수산 퀼름
- 요한나 탈리해름
- 툴리 토밍아스

### 스키점프
남자
- 케빈 말체브
- 아르티 아이그로

### 스피드스케이팅
남자
- 마르텐 리브

### 알파인스키
남자
- 토르미스 라이네

여자
- 카티 베스테르스테인

### 크로스컨트리
남자
- 헨리 로스
- 알바르 요한네스 알레브
- 마르코 킬프
- 마르틴 힘마

여자
- 아벨리 우스탈루
- 카이디 카시쿠
- 마리엘 메를리 풀레스

### 프리스타일
여자
- 켈리 실다루

### 피겨스케이팅
남자 싱글
- 알렉산드르 셀레브코

여자 싱글
- 에바로타 키부스